# Piazza della Repubblica
A Piazza della Repubblica Róma egyik tere a Viminalis, Róma hét dombja egyikének tetején, a Roma Termini pályaudvar közelében. Itt van a római metró A vonalának Repubblica nevű állomása. A térről indul Róma egyik egyik főutcája, a Via Nazionale, ami a magaslatról levezet a Forum Romanum közelébe, Traianus vásárcsarnokához.
A tér korábbi neve Piazza dell'Esedra volt, gyakran ma is így hívják a közbeszédben. Ez a név arra utal, hogy az épület a Diocletianus termái épületkomlexumának déli falán kialakított exedra, félköríves építmény helyén jött létre. A mai tér alakját is ez az ív határozza meg. A most itt álló oszlopsoros bérpalotákat 1887 és 1898 között emelte Gaetano Koch olasz építész. A tér másik oldalát az ókori fürdő egyes csarnokaiból Michelangelo által kialakított Santa Maria degli Angeli e dei Martiri templom zárja le. A tér közepén a 19. és a 20. század fordulóján épült szökőkút áll.
A tér a nagy olasz szakszervezeti tüntetések egyik kedvelt helyszíne.